# Copa da Europa do Norte de Fórmula Renault
A Copa da Europa do Norte de Fórmula Renault (anteriormente Fórmula Renault 2.0 NEC) foi um campeonato de Formula Renault 2.0 originalmente realizado no norte da Europa (Alemanha, Países Baixos e Bélgica), mas se expandiu ao longo dos anos para toda a Europa. A categoria foi criada em 2006 para mesclar a Fórmula Renault 2.0 Alemanha criada em 1991 e a Fórmula Renault 2.0 Países Baixos criada em 2003. A categoria deveria ser renomeada como FormulaNEC, mas a competição foi encerrada antes de 2019 devido à falta de interesse dos pilotos.